# Faro Cayo Paredón Grande
El Faro Cayo Paredón Grande (también llamado  Faro Diego Velázquez) es un faro situado en la isla caribeña de Cuba.